# (30825) 1990 TG1
1990 تي جي 1 (ويعرف أيضًا باسم (30825) 1990 تي جي 1 وفق تسمية الكوكب الصغير) (بالإنجليزية: 1990 TG1)‏ هو كويكب ضمن حزام الكويكبات؛ وترتيبه 30825 من حيث الاكتشاف.
اكتُشف هذا الجُرم الفلكي بواسطة سبيس واتش في 14 أكتوبر 1990.

## وصلات خارجية
- (30825) 1990 TG1 في قاعدة بيانات مختبر الدفع النفاث لأجرام النظام الشمسي الصغيرة

- الاكتشاف · مخطط المدار ·  العناصر المدارية · المعلمات المادية

- (30825) 1990 TG1 على موقع ويكي سكاي: DSS2, SDSS, GALEX, IRAS, Hydrogen α, X-Ray, Astrophoto, Sky Map, Articles and images